# Горелик, Михаил Викторович
Михаи́л Ви́кторович Горе́лик (2 октября 1946, Нарва, ЭССР — 12 января 2015, Москва, Россия) — советский и российский искусствовед, востоковед, исследователь истории оружия. Кандидат искусствоведения, старший научный сотрудник Института востоковедения РАН, академик Академии художеств Республики Казахстан. Автор более 100 научных работ, значительную часть своей научной деятельности посвятил изучению военного дела древних и средневековых народов Евразии. Сыграл большую роль в развитии художественной научно-исторической реконструкции в СССР, а затем и в России.

## Биография
Родился 2 октября 1946 года в г. Нарва в Эстонии, а с 1947 года и до конца жизни проживал в Москве.
Ещё в школьном возрасте заинтересовался историей оружия и археологией. С 1960 года занимался в археологическом кружке при ГИМе и уже с 1961 года принимал участие в археологических раскопках кочевнических курганов и древних городищ.
В 1964 году окончил художественную школу по специальности «художник-оформитель», в 1969 году — отделение истории и теории искусства исторического факультета МГУ.
С 1973 года работал в Институте востоковедения (Отдел истории Востока, старший научный сотрудник). В 1973 году защитил диссертацию на тему «Месопотамские школы миниатюры второй половины XII — первой половины XIII вв.», получив ученую степень кандидата искусствоведения.
В 1975—1977 годах проиллюстрировал серию научно-популярных статей по истории оружия в журнале «Вокруг света», что впервые сделало его имя широко известным в СССР.
В 1979 году, в преддверии юбилея Куликовской битвы, было принято решение открыть музей на Куликовом поле. Но неожиданно обнаружилось, что практически нечего выставлять: археологические находки были единичными и невыразительными. Тогда М. В. Горелик предложил директору музея Александру Шкурко изготовить реконструкции комплектов вооружения XIV века, древнерусских и татарских. Предложение было принято; изготовленные Гореликом и его помощниками экспонаты стали «гвоздём» юбилейной выставки, открывшейся 9 августа 1980 года. После этого Горелику стали заказывать реконструкции древнего оружия крупнейшие музеи мира (Государственный исторический музей, лондонский Тауэр).
Отечественные кинорежиссёры, снимавшие фильмы на исторические темы, обращались к Горелику за консультацией. Начиная с 1964 года (картина «Страсти по Андрею») он работал консультантом на съемках более чем 20 кинокартин. Созданная Гореликом мастерская (будущая фирма «Яррист») изготовила оружие, костюмы, конское снаряжение и аксессуары для фильмов: «Емельян Пугачёв» (1978), «Низами» (1981), «Борис Годунов» (1986), «Султан Бейбарс» (1989), «Гибель Отрара» (1991), «Ричард Львиное Сердце» (1992), «Ермак» (1996), «Королева Марго» (1996—1997). За изготовление оружия, доспехов и костюмов для фильма «Ермак» Михаил Викторович был удостоен в 1996 году высшей российской кинопремии «Ника».
М. В. Горелик являлся академиком Российской Академии киноискусств и академиком Академии художеств Республики Казахстан.
В 1991 году М. В. Горелик создал и возглавил фирму «Яррист», в которой создавались экспонаты для музеев Москвы, Ярославля, Киева, Алма-Аты и др. Разработал и руководил изготовлением реконструкций в материале: вооружения, костюмов, снаряжения. Все реконструкции экспонируются в Музее истории донского казачества (станица Старочеркасская), в Владимиро-Суздальском музее-заповеднике, Музее «Слова о полку Игореве» (Ярославль), Музее на о. Хортица, Музее истории украинской литературы (Киев), Краеведческом музее г. Аркалык в Казахстане, Краеведческом музее в г. Новгород-Северский, Объединенном музее-заповеднике им. Праве (Ставрополь), в Государственном Музее Республики Татарстан, в Королевском Арсенале (Royal Armouries) (г. Лидс, Англия), а также находятся в частных коллекциях.
Последние годы, являясь автором концепции и президентом культурно-исторического фонда «Парк истории», М. В. Горелик разрабатывал проекты рекреационно-образовательных туристических центров — «Парков истории», с максимальным погружением посетителей в аутентичную, научно достоверную историческую атмосферу. Проект завершён не был.
12 января 2015 года Михаил Горелик скончался после обширного вторичного инфаркта в больнице при Московской медицинской академии им. И. М. Сеченова. 16 января, после прощания с покойным в морге, его тело было кремировано. Похоронен на Востряковском кладбище в г. Москве.

## Важнейшие труды

### Монографии
- Горелик М. В. Оружие Древнего Востока. IV тысячелетие — IV век до н. э. — Москва: Наука, Восточная литература, 1993. — 352 с. — 3500 экз. — ISBN 5-02-016879-3.
- Горелик М. В. Оружие Древнего Востока. IV тысячелетие — IV век до н. э. — Изд. 2-е, доп.. — СПб.: Атлант, 2003. — 336 с. — (Оружейная академия). — 2000 экз. — ISBN 5-901555-16-3.
- Горелик М. В. Армии монголо-татар X—XIV вв. Воинское искусство, оружие, снаряжение. — Москва: Издательский дом «Техника-молодежи»; ООО «Восточный горизонт», 2002. — 88 с. — (Униформа армий мира). — ISBN 5-93848-002-7.
- Mikhael V. Gorelik. Warriors of Eurasia. From the VIII century BC to the XVII century AD. / Dr.Philip Greenough (Editor). — Colour Plates by the Author. — Yorkschire: Montvert Publikation, 1995. — 48 с. — ISBN 1 874101 07 8. (в пер.)

### Редактор
- Новгородова Э. А. Мир петроглифов Монголии / Отв. ред. М. В. Горелик. — М.: Наука, Главная редакция восточной литературы, 1984. — 184 с. — 2750 экз. (обл.)

### Статьи, иллюстрации
- Горелик М. Загадка летящего оленя // Вокруг Света. — 1966. — № 10. — С. 78—79.
- Горелик М. В. Опыт реконструкции скифских доспехов по памятнику скифского изобразительного искусства — золотой пластине из Геремесова кургана // Советская археология. — 1971. — № 3. — С. 230—240.
- Горелик М. Чтобы был он, как в жизни // Знание-сила. — 1972. — № 9. — С. 28—29.
- Горелик М. В. Загадка завоевателей // Знание-сила. — 1974. — № 4. — С. 43—45.
- Хазанов А. Судьбы огузов (илл. М. Горелик) // Знание-сила. — 1975. — № 1. — С. 23—25.
- Кирпичников А., Горелик М. Броня праотеческая // Вокруг Света. — 1975. — № 5.
- Горелик М. О Бальмунге, Дюрендале и их хозяевах // Вокруг Света. — 1975. — № 8.
- Горелик М. Шагающие крепости // Вокруг Света. — 1976. — № 1.
- Шокарев Ю., Горелик М. О стрельбе огнистой // Вокруг Света. — 1976. — № 4.
- Хазанов А. Пешие конные (реконструкции вооружения М. Горелика) // Вокруг Света. — 1977. — № 1. — С. 60—64.
- Горелик М. В. Реконструкция доспехов скифского воина из кургана у г. Орджоникидзе // Скифы и сарматы: Сборник статей. — Киев, 1977. — С. 146—151. — 232 с.
- Горелик М. В. Шлем из станицы Даховской: (VI - V вв. до н. э.) // Советская археология. — 1978. — № 4.
- Оборин М., Горелик М. (илл.). Городки изначальные (очерк) // Вокруг Света. — 1979. — № 6. — С. 30—33.
- Islamic Arms and Armour, Ed. Robert Elgood; London: Scolar Press 1979. (Статья М. В. Горелика)
- Горелик М. В. Средневековый монгольский доспех // Третий междунар. конгресс монголоведов. — Улан-Батор, 1979. — С. 76-97.
- Горелик М. В., Новгородова Э. А. Наскальное изображение тяжеловооруженных воинов с Монгольского Алтая // Древний Восток и античный мир: Сборник статей / Под ред. В. И. Кузищина. — М.: Изд-во МГУ, 1980. — 240 с. (обл.)
- Горелик М. В. Кушанский доспех: [О панцирном защит. вооружении воинов Кушан. империи] // Древняя Индия: Историко-культурные связи / Отв. ред. Г. М. Бонгард-Левин. — М.: Наука, 1982. — С. 82—112. — 344 с.
- Горелик М. В. Защитное вооружение персов и мидян ахеменидского времени // Вестник древней истории. 1982. — № 3. — С. 90-106.
- Абрамзон И. Я., Горелик М. В. Научная реконструкция комплекса вооружения русского воина XIV в. и его использование в музейных экспозициях // Куликовская битва в истории нашей Родины (материалы юбилейной научной конференции). — М.: Изд.-во Московского университета, 1983. — С. 238—244.
- Горелик М. В. Монголо-татарское оборонительное вооружение второй половины XIV — начала XV в. // Куликовская битва в истории нашей Родины (материалы юбилейной научной конференции). — М.: Изд.-во Московского университета, 1983. — С. 244—269.
- Горелік М. В. Про «фракійськi» шоломы // Археологія. — Киев, 1983. — № 44. — С. 14-29.
- Горелик М. В. Боевые колесницы Переднего Востока III-II тысячелетий до н.э. // Древняя Анатолия: Сборник статей. — М.: Наука, 1985. — С. 183—202. — 256 с.
- Горелик М. В. К этнической идентификации персонажей, изображённых на предметах из Амударьинского клада // Художественные памятники и проблемы культуры Востока: Сборник статей. — Л.: Гос. Эрмитаж, 1985. — С. 36—46. — 214 с.
- Горелик М. В. Шлем из станицы Даховской // Вестник древней истории. — 1985. — № 2. — С. 94-96.
- Горелик М. В. Основные этапы развития военного дела кочевников Евразии в древности и средневековье // Историко-культурные контакты народов алтайской языковой семьи. — М.: Изд-во МГУ, 1986. — С. 22-23.
- Горелик М. В. Ранний монгольский доспех (IX — первая половина XIV в.) // Археология, этнография и антропология Монголии: Сб. статей / Отв. ред. А. П. Деревянко. — Новосибирск: Наука. Сиб. отд-ние, 1987. — С. 163—208.
- Горелик М. В. Сакский доспех // Центральная Азия: новые памятники письменности и искусства: Сборник статей / Отв. ред. Г. М. Бонгард-Левин. — М.: Наука, 1987. — С. 110–133, 367–373. — 376 с.
- Горелик М. В., Фомичев Н. М. Рыцарские доспехи XIV в. из Азова // Северное Причерноморье и Поволжье во взаимоотношениях Востока и Запада в XII—XVI веках. — Ростов-на-Дону, 1989.
- Горелик М. В. Из истории военной формы: Воины древности VIII в. до н. э. — XVII н. э. // Советский воин. — 1990.(цикл статей с илл.; 23 выпуска журнала вместо запланированных на год 24-х)
- Горелик М. В., Дорофеев В. В. Погребение золотоордынского воина у с. Таборовка // Проблемы военной истории народов Востока. — Вып II. — Л., 1990.
- Горелик М. В. Степной бой (Из истории военного дела татаро-монголов) // Военное дело древнего и средневекового населения Северной и Центральной Азии. — Новосибирск: Б.и., 1990. — С. 155—160.
- Горелик М. В. Куликовская битва 1380. Русский и золотоордынский воины // Цейхгауз (журнал). — 1991. — № 1. — С. 2—7.
- Горелик М. В. «Наш путь — стрелой татарской древней воли пронзил нам грудь…» // Родина. — 1991. — № 8. Архивировано 1 января 2015 года.
- Горелик М. В. Воины Киевской Руси IX-XI вв. // Цейхгауз (журнал). — 1993. — № 1(2). — С. 20—25.
- Горелик М. В. Защитное вооружение степной зоны Евразии и примыкающих к ней территорий в I тыс. н. э. // Военное дело населения юга Сибири и Дальнего Востока. — Новосибирск: Наука, СО, 1993. — С. 149—179.
- Горелик М. В. Оружие Ворсклинской битвы // Цейхгауз (журнал). — 1993. — № 3. — С. 21—26.
- Горелик М. В. Вооружение народов Восточного Туркестана // Восточный Туркестан в древности и раннем средневековье: хозяйство, материальная культура / Б.А. Литвинский, Е.И. Лубо-Лесниченко, Е.В. Антонова, М.В. Горелик; Под ред. Литвинского Б.А.; Рос. акад. наук. Ин-т востоковедения. — М.: Восточная литература, 1995. — С. 359–430. — ISBN 5-02-017073-9.
- Горелик М. В. Скифский мужской костюм в системе костюма ираноязычных народов древней Евразии // Базы данных по истории Евразии в Средние века. — Вып. 3. — М., 1997.
- Горелик М. В. Спорные вопросы истории средневекового оружия Евразии // Военная археология. Оружие и военное дело в исторической и социальной перспективе. — СПб.: Изд-во Гос. Эрмитажа, 1998. — С. 266—268.
- Горелик М. В. Образ мужа-воина в Кабарии-Угрии-Руси // Культуры евразийских степей второй половины I тысячелетия н. э. (из истории костюма). — Самара: СамВен, 2001. — Т. 1. — С. 169—185.
- Горелик М. В. Парадные кабарские клинки // Материалы по изучению историко-культурного наследия Северного Кавказа. — М.: Памятники исторической мысли, 2001. — Вып. II. — С. 93-100.
- Горелик М. В. Шлемы и фальшьоны: два аспекта взаимовлияния монгольского и европейского оружейного дела // Степи Евразии в эпоху средневековья. — Т. 3: Половецко-золотоордынское время. — Донецк: ДонНУ, 2003. — С. 231—243.
- Горелик М. В. Об одной разновидности евразийских клинков эпохи развитого средневековья // Военное дело народов Сибири и Центральной Азии. — Новосибирск: Изд-во Новосиб. гос. ун-та, 2004. — Сер. II. — Вып. 1. — С. 86-101.
- Горелик М. В. Халха-калкан (монгольский щит и его дериваты) // Восток-Запад: Диалог культур Евразии. Проблемы средневековой истории и археологии: Сб. науч. тр. — Вып. 4. Культурные традиции Евразии. — Казань: Академия наук Республики Татарстан, 2004. — С. 182—194.
- Горелик М. В. Кинжалы Индии чудесной // Прорез. — 2006. — № 2. — С. 18-23.
- Горелик М. В. Монгольский женский костюм X—XIV вв. // Город и степь в контактной евроазиатской зоне. III Международная конференция, посвященная 75-летию со дня рождения Г. А. Федорова-Давыдова. Тезисы докладов. — М., 2006.
- Горелик М. В. Золотоордынские латники Прикубанья // Материалы и исследования по археологии Северного Кавказа (МИАСК). — Вып. 9. — Армавир, 2008.
- Горелик М. В. Черкесские воины Золотой Орды (по археологическим данным) // Вестник Института гуманитарных исследований Правительства КБР и КБНЦ РАН. — Нальчик, 2008. — Вып. 15. — С. 158—189.
- Горелик М. В. Погребение знатного половца — золотоордынского латника // Материалы и исследования по археологии Северного Кавказа. — Вып. 10. — Армавир, 2009. — С. 157—180.
- Горелик М. В. Введение в раннюю историю монгольского костюма (X—XIV вв., по изобразительным источникам) // Журнал «Батыр». № 1. — Издательский дом Марджани, 2010. — С. 16-79.
- Горелик М. В. Золотоордынский костюм Кавказа (вторая половина XIII—XIV вв.). Материалы и исследования по археологии Северного Кавказа. — Вып. 11. — Армавир, 2010. С. 207—231.
- Горелик М. В. Монголо-татарские шлемы с маскаронами // Военное дело в Азиатско-Тихоокеанском регионе с древнейших времен до начала XX века. — Владивосток: Дальнаука, 2010. — С. 28-43.
- Горелик М. В. Кочевники-золотоордынцы Восточного Приазовья (заметки к реконструкции). Приложение // Дружинина И. А., Чхаидзе В. Н., Нарожный Е. И. Средневековые кочевники в Восточном Приазовье. — Армавир, М., 2011. — С. 245—258. — 266 с. — ISBN 5-89971-177-9.
- Горелик М. В. Монгольская латная конница и её судьбы в исторической перспективе // Военное дело Золотой Орды: проблемы и перспективы изучения. Материалы Круглого стола, проведенного в рамках Международного Золотоордынского Форума (Казань, 30 марта 2011 г.). — Казань, 2011. — 220 с. + 8 с. цв. вкл.
- Горелик М. В. Монгольский костюм и оружие в XIII—XIV веках: традиции имперской культуры // Военное дело Золотой Орды: проблемы и перспективы изучения. Материалы Круглого стола, проведенного в рамках Международного Золотоордынского Форума (Казань, 30 марта 2011 г.). — Казань, 2011. — 220 с. + 8 с. цв. вкл.
- Горелик М. В. Монгольский пояс из Киргизии — первый образец китайского искусства «фалань» // Диалог городской и степной культур на евразийском пространстве: Материалы V Международной конференции «Диалог городской и степной культур на евразийском пространстве», посвящённой памяти Г. А. Фёдорова-Давыдова (г. Астрахань, 2-6 октября 2011 г.). — Казань: Ин-т истории им. Ш. Марджани АН РТ, 2011. — С. 162—165. — 360 с. — ISBN 978-5-94981-120-7.
- Горелик М. В., Яворская Л. В. Погребение знатного золотоордынского лучника у хутора Тормосин Волгоградской области // Журнал «Батыр». — № 3. — Издательский дом Марджани, 2011. — С. 39-47.
- Горелик М. В. Военное дело скотоводов Центральной Азии в древности (основные этапы развития) // Журнал «Батыр». № 1-2 (4-5). — Издательский дом Марджани, 2012. — С. 19-25.
- Горелик М. В. Предметы престижно-репрезентативного круга из кургана 1 Белореченского могильника // От Онона к Темзе: Чингисиды и их западные соседи: Сб. ст. (К 70-летию Марка Григорьевича Крамаровского). — М.: Изд. дом Марджани, 2013. — С. 220—243. — 568 с. — ISBN 978-5-903715-78-7.
- Горелик М. В. Центральноазиатские татары начала второго тысячелетия (по данным костюма) // Интеграция археологических и этнографических исследований. Т. 2. Сборник научных трудов. — Иркутск-Омск, 2013. — С. 51-56.
- Горелик М. В. Мусульманский папа на Московском троне («Шапка Казанская» Ивана IV Грозного из Оружейной палаты) // Петербургские славянские и балканские исследования / Studia Slavica et Balcanica Petropolitana. 2014. № 2. С. 141—147.
- Горелик М. В. Погребение черкесского воина второй половины XIII - первой половины XIV вв. в Поросье // Материалы конференции. — Киев, 2014. — С. 73.
- Горелик М. В.Растительно-звериный стиль в татаро-монгольском декоративном искусстве XI—XIV вв. и его генезис // Золотоордынская цивилизация: научный ежегодник. — 2014. — № 7.
- Горелик М. В. Вооружение и военная организация войск монгольской империи (первая половина XIII в.) // Золотоордынская цивилизация: научный ежегодник. — 2015. — № 8.
- Горелик М. В. Кавказское воинство Золотой Орды и его вооружение первой половины XIV в. // Золотоордынская цивилизация: научный ежегодник. — № 6.
- Исхаков Д. М. Исторические очерки. — Казань: Изд-во «Фэн» АН РТ, 2009. — 164 с. — ISBN 978-5-9690-0109-1. (На обложке рис. М. В. Горелика (2004 г.): Конный латник-улан. Первая половина XVI в.)

- Горелик М.В. Военное дело Древнего Востока. В кн.: Энциклопедия для детей. Том 1.Всемирная история. Сост. С. Т. Исмаилова. — 3-е изд. перераб. и доп. // Аванта+. — 1996. — С. 104. — ISBN 5-86529-014-2 (т. 1). ISBN 5-86529-002-9.
- Горелик М.В. Военное дело Древней Европы. В кн.: Энциклопедия для детей. Том 1.Всемирная история. Сост. С. Т. Исмаилова. — 3-е изд. перераб. и доп. // Аванта+. — 1996. — С. 193. — ISBN 5-86529-014-2 (т. 1). ISBN 5-86529-002-9.
- Горелик М.В. Рыцари. В кн.: Энциклопедия для детей. Том 1.Всемирная история. Сост. С. Т. Исмаилова. — 3-е изд. перераб. и доп. // Аванта+. — 1996. — С. 238. — ISBN 5-86529-014-2 (т. 1). ISBN 5-86529-002-9.
- Горелик М.В. Военное дело Средневековья. В кн.: Энциклопедия для детей. Том 1.Всемирная история. Сост. С. Т. Исмаилова. — 3-е изд. перераб. и доп. // Аванта+. — 1996. — С. 465. — ISBN 5-86529-014-2 (т. 1). ISBN 5-86529-002-9.

### Доклады
- Горелик М. В. Латная конница древних венгров (доклад) // Историческое оружие в музейных и частных собраниях: Научная конференция; Москва. Кремль. Государственная Оружейная палата, 18-20 апреля 2005 года.
- Горелик Михаил Викторович (ИВ РАН). Парадные монгольские пояса (доклад) // X Ежегодная Московская конференция «Восточные древности в истории России. Памяти С. А. Плетнёвой», 27.03 — 28.03 2013 г.